# Xiong Zhaozhong
Xiong Zhaozhong (chinesisch 熊朝忠, Pinyin Xióng Zhāozhōng; * 3. Oktober 1982 in Wenshan) ist ein chinesischer Boxer im Strohgewicht. 

## Profikarriere
Im Jahre 2006 begann er seine Profikarriere. Am 24. November 2012 boxte er gegen Javier Martinez Resendiz um den Weltmeistertitel des Verbandes WBC und gewann nach Punkten. Diesen Gürtel verlor er in seiner dritten Titelverteidigung im Februar 2014 an Oswaldo Novoa.